# Neobisium wettereri
Espèce
Neobisium wettereri est une espèce de pseudoscorpions de la famille des Neobisiidae.

## Distribution
Cette espèce est endémique de Socotra au Yémen.

## Systématique et taxinomie
Cette espèce a été décrite par Nassirkhani en 2022.

## Publication originale
- Nassirkhani, Sharaf, Mohamed & Aldawood, 2022 : « Two new species of Neobisium (Ommatoblothrus) Beier from Socotra (Arachnida: Pseudoscorpiones: Neobisiidae). » The Journal of Arachnology, vol. 50, no 2, p. 219-230.